# Спурий Карвилий Максим Руга
Спурий Карвилий Максим Руга (на латински: Spurius Carvilius Maximus Ruga) e политик на Римската република през 3 век пр.н.е.

## Биография
Произлиза от плебейската фамилия Карвилии. Той е син на Спурий Карвилий Максим (консул 293 и 272 пр.н.е.).
През 234 пр.н.е. Руга е избран за консул заедно с Луций Постумий Албин. При неговото консулство в Лигурия, Корсика и Сардиния избухват бунтове против Рим. Руга води победни сражения в провинция Сардиния и Корсика (Sardinia et Corsica), за които получава триумф.
През 228 пр.н.е. той е консул за втори път. Колега му е Квинт Фабий Максим. През 212 пр.н.е. става авгур.